# Varga Veronika
Varga Veronika (Budapest, 1969. június 10. – Párizs, 2023. szeptember 30.) francia-magyar színésznő, énekesnő.

## Életútja
Az ELTE Trefort Ágoston Gyakorló Gimnáziumban érettségizett. Gimnazistaként a Cég nevű zenekarban énekelt, amelyben Nagy Gergely, Korom Attila és Novák Péter játszott. 1987-ben szerepelt Tímár Péter Moziklip című filmjének Korom Attila Vasárnap éjjel című dalának klipjében. Érettségi után a brüsszeli színiakadémián, majd a párizsi Színművészeti Egyetemen szerzett színművész diplomát.
1994-ben Yvon Marciano rövidfilmjének, az Émilie Mullernek a címszerepével vált ismertté Franciaországban. Ugyanebben az évben kapta meg az első főszerepét a Dominique Maillet rendezésében készült Párizs királya (Le Roi de Paris) című filmben, ahol Philippe Noiret oldalán szerepelt. Szerepelt férje, Éric Barbier filmjeiben (A kígyó (Le Serpent), A gyerekkor földje (Petit Pays)).
A filmek mellett számos színházi produkcióban szerepelt. Egyik legjelentősebb szerepe Racine hősnője, Phaedra volt, amelyet a 2000-es évek elején több évadon keresztül játszott. Olyan neves rendezőkkel dolgozott együtt, mint Christian Rist, Irina Brook, Jean-Pierre Vincent, Christophe Perton, Jean-François Peyret vagy Anne-Laure Liégeois.
Az elmúlt években több magyar filmben is játszott: 2019-ben az Akik maradtak című, Tóth Barnabás rendezésében készült alkotásban. 2021 főszerepet kapott Badits Ákos első nagyjátékfilmjében, az Űrpiknikben.Továbbá látható volt Madarász Isti Átjáróház című filmjében és Dombrovszky Linda Újjászületés című rövidfilmjében.
2023. szeptember 30-án 54 éves korában gyors lefolyású, súlyos betegség következtében hunyt el Párizsban.

## Filmjei
Mozifilmek
- Laura (1986)
- Moziklip (1987)
- Émilie Muller (1994, rövidfilm)
- Párizs királya (Le Roi de Paris) (1995)
- Mademoiselle Justine (1996, rövidfilm)
- Le JT, petit opéra (1997, rövidfilm)
- L'Âme sœur (1999, rövidfilm)
- Nina otthona (La Maison de Nina) (2005
- A kígyó (Le Serpent) (2006)
- Les Horizons perdus (2012, rövidfilm)
- Viva la libertà – Éljen a szabadság! (Viva la libertà) (2013)
- Libre et assoupi (2014)
- Les Galons du sergent (2016, rövidfilm)
- La nuit d’Émile (2016, rövidfilm)
- Churchill kémei (A Call to Spy) (2019)
- Újjászületés (2019, rövidfilm)
- Neptune 2030 (2019, rövidfilm)
- Akik maradtak (2019)
- A gyerekkor földje (Petit Pays) (2020)
- Les Trous noirs (2020, rövidfilm)
- Űrpiknik (2021)
- Simone, le voyage du siècle (2021)
- Átjáróház (2022)

Tv-filmek
- Les Mots qui déchirent (1995)
- Les années lycée (1995, tv-sorozat, Szabad légkör (Un air de liberté) epizódjában)
- L'Histoire du samedi (1998, tv-sorozat, egy epizódban)
- Maigret (1999, tv-sorozat, egy epizódban)
- Könyveskép (2004, tv-sorozat, egy epizódban)
- Egy igaz nő története (2007)
- La Mauvaise Rencontre (2011)
- La métis de Dieu (2013)
- Vaják (The Witcher) (2019, tv-sorozat, egy epizódban)
- FBI: International (2022, tv-sorozat, egy epizódban)
- A renitens (2024, tv-sorozat, egy epizód)